# Ces merveilleux hommes à la manivelle
Pour plus de détails, voir Fiche technique et Distribution.
Ces merveilleux hommes à la manivelle (Báječní muži s klikou) est un film tchécoslovaque réalisé par Jiří Menzel, sorti en 1978.
Le film est une comédie qui rend hommage aux pionniers du cinéma Viktor Ponrepo (cs) et Jan Kříženecký.

## Fiche technique
- Titre original : Báječní muži s klikou
- Titre français : Ces merveilleux hommes à la manivelle
- Réalisation : Jiří Menzel
- Scénario : Jiří Menzel et Oldrich Vlcek
- Musique : Jiří Šust
- Pays d'origine : Tchécoslovaquie
- Format : Couleurs - 35 mm - 1,37:1 - Mono
- Genre : comédie dramatique, historique
- Durée : 90 minutes
- Date de sortie : 1978

## Distribution
- Rudolf Hrusínský : Pasparte
- Vladimír Menšík : Slapeta
- Jiří Menzel : Kolenatý
- Vlasta Fabiánová : Emílie Kolárová-Mladá
- Blazena Holisová : Evzenie
- Jaromíra Mílová : Pepicka
- Josef Kemr : Benjamín
- Oldrich Vlcek : Berousek
- Josef Somr : Ourada
- Vladimír Huber : Hynek
- Marie Rosulková : Madame
- Hana Buresová : Aloisie